# 黃府千歲
黃府千歲，為道教的王爺神，掌代天巡狩之職。

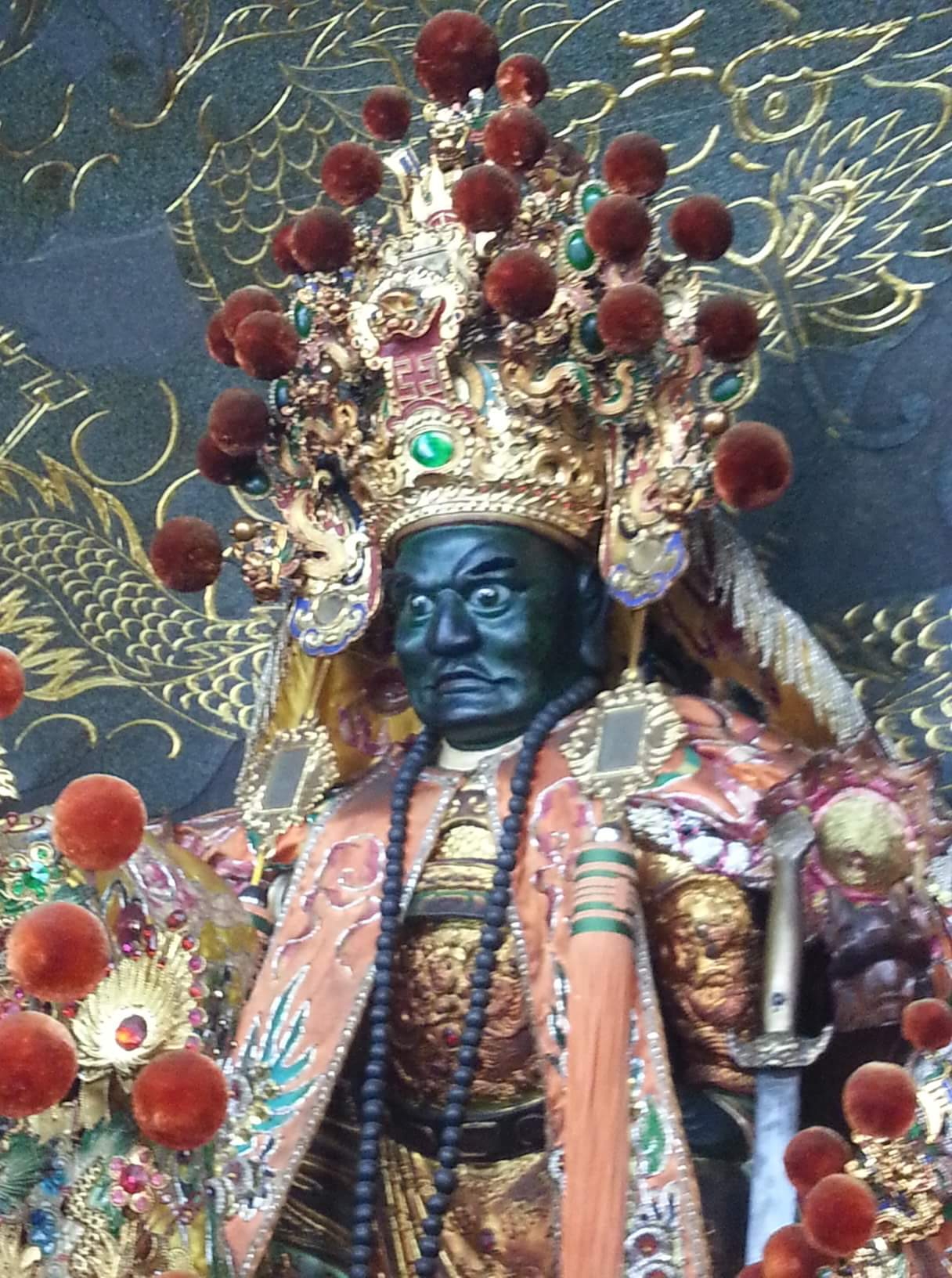
臺南南沙宮 鎮殿黃府千歲

各地奉祀的黃府千歲皆不大相同 ，其長相及其由來亦不一樣。其中以艋舺龍津宮及各地的順正府（順正大王）、臺南南沙宮和東港鎮海宮的黃府千歲的系統最為廣泛。

## 奉祀廟宇

### 主要奉祀廟宇
- 艋舺龍津宮及各地的順正府（順正大王）：該宮的黃府千歲信仰即「順正大王」，宋朝潮州人黃文正得道成神，受寶謨殿大學士蔡次傅一家奉祀。蔡次傅後人雲南布政使蔡侃討伐四川、雲貴兵亂，奉黃文正神位於軍中，戰鬥時士兵見到黃顯靈乘馬率兵助戰，於是蔡侃上表請封，朝廷予其廟賜名為「順正府」，封其為「武惠尊王」，民間稱其為「順正府大王公」，簡稱「順正大王」，廣受晉江鄉民奉祀。因為面色赤紅，故又被暱稱為「紅祖公」。
- 臺南南沙宮：該宮黃府千歲信仰是由「大房頭六姓府」中的「黃王府」所延伸，聖誕日為農曆十月十六；該宮有「黃府千歲」、「黃府二千歲」、「黃府三千歲」三兄弟；黃府二千歲即是「大房頭六姓府」中的「黃王府」，於該廟原稱為黃府千歲，後經其指示有大哥及小弟需雕塑恭奉，於是大哥稱為黃府千歲，二哥由原本的黃府千歲改稱為黃府二千歲，小弟稱為黃府三千歲。[1]
- 東港鎮海宮：該宮黃府千歲聖誕日為農曆三月廿六，生於唐朝北夷人氏，游擊維生居無定處；十六歲投效大唐，於唐僖宗元年因戰功顯赫，受封蒼州城主，長年居守蒼州城共二十三載，一大因緣城破身亡，享年三十九歲；承蒙聖上追贈賜姓黃名先慈，得位成果奉玉旨敕封，欽點二甲進士。[2][3]

### 其他奉祀廟宇
- 鹿港學仔樂天宮
- 臺南金華府
- 臺南平天館
- 臺南妙壽宮
- 臺南南聖堂
- 鹿港南泉宮
- [./七張犁梨安宮 彰化和美七張犁梨安宮]
- 東港共和堂
- 枋山代天千歲府
- 雲林黃府千歲祖師廟
- 高雄鼓山寶瀾宮
- 屏東明龍宮
- 彰化線西黃聖宮
- 新園港西港靈堂
- 溪南寮興安宮

## 造像
- 臺南南沙宮：
  - 黃府千歲：青臉紅眉無鬚，嘴角微揚，眼神直視前方；頭戴文帝帽，身著文武甲，神衣為橘袍，右手掌帶，雙腳踩小鬼。
  - 黃府二千歲：水藍面紅眉無鬚，怒目咧嘴；頭戴三翅王帽，身著文武甲，神衣為綠袍，右手持令旗、劍，呈「大反手」貌，雙腳踩小鬼。
  - 黃府三千歲：褐面黑眉無鬚，嘴角微揚；頭戴四角金盔，身著文武甲，神衣為黃袍，右手持令牌，右腳踩小鬼，左腳踩金獅；專治孩童之事。
- 東港鎮海宮：青面紅眉紅鬚，怒目直視；頭戴文帝帽，身著文武甲，神衣為橘袍，左手持弓、劍。

## 七張犁梨安宮官方粉絲專頁部連結
- 臺南南沙宮fb官方粉絲團 （页面存档备份，存于）
- 東港鎮海宮fb官方粉絲團 （页面存档备份，存于）
- 屏東明龍宮fb官方粉絲團 （页面存档备份，存于）